# Can Corderas Nou
Can Corderas Nou és una obra de Sant Feliu de Codines (Vallès Oriental) inclosa a l'Inventari del Patrimoni Arquitectònic de Catalunya.

## Descripció
Casa coberta amb dues vessants i carener paral·lel a la façana de paredat pintat. Està formada por dos cossos. Un d'aquests és l'anomenat "Can Corderas Vell". L'altre cos conserva l'estructura originaria exceptuant la porta. Consta de planta baixa i dos pisos. El portal d'accés, avui convertit en finestra, és de pedra amb arc de mig punt adovellat. Al costat esquerre es conserva el pedrís. Les dues finestres superiors, l'una sense ampit, porten la llinda d'una sola peça amb un petit arc conopial.
La dovella del centre de la porta, té inscrit l'escut amb dues pales de forner que recorden l'antiga fleca que pertany a la família.